# 布盧諾斯湖
68°28′N 119°45′W / 68.467°N 119.750°W
布盧諾斯湖是加拿大的湖泊，由努納武特負責管轄，距離阿蒙森灣60公里，長53公里、寬19公里，面積391平方公里，島嶼總面積10平方公里，海拔高度550米。